# Harpiola grisea
Harpiola grisea é uma espécie de morcego da família Vespertilionidae. Endêmica da Índia.